# می‌تونم کمکتون کنم؟
می‌تونم کمکتون کنم؟ (انگلیسی: May I Help You?؛‏ کره‌ای: 일당백집사) یک مجموعه تلویزیونی محصول کره جنوبی سال ۲۰۲۲ به کارگردانی شیم سو یون و با بازی لی هه‌ری و لی جون یونگ است. این مجموعه از ۱۹ اکتبر تا ۲۲ دسامبر ۲۰۲۲، روزهای چهارشنبه و پنجشنبه ساعت ۲۱:۵۰ (کی‌اس‌تی) از ام‌بی‌سی پخش شد.

## بازیگران

### اصلی
- لی هه‌ری در نقش بک دونگ جو[۵]
- لی جون یونگ در نقش باتلر کیم/کیم ته هی[۶] [۵]

## تولید
در ۳۱ اوت ۲۰۲۲، گروه بازیگران اصلی، لی هه‌ری و لی جون یونگ، که قبلاً به عنوان نقش‌های اصلی تأیید شده بودند، اعلام شد.